# Rubrouck

Rubrouck este o comună în departamentul Nord, Franța. În 1 ianuarie 2022 avea o populație de 915 de locuitori.

## Personaliți

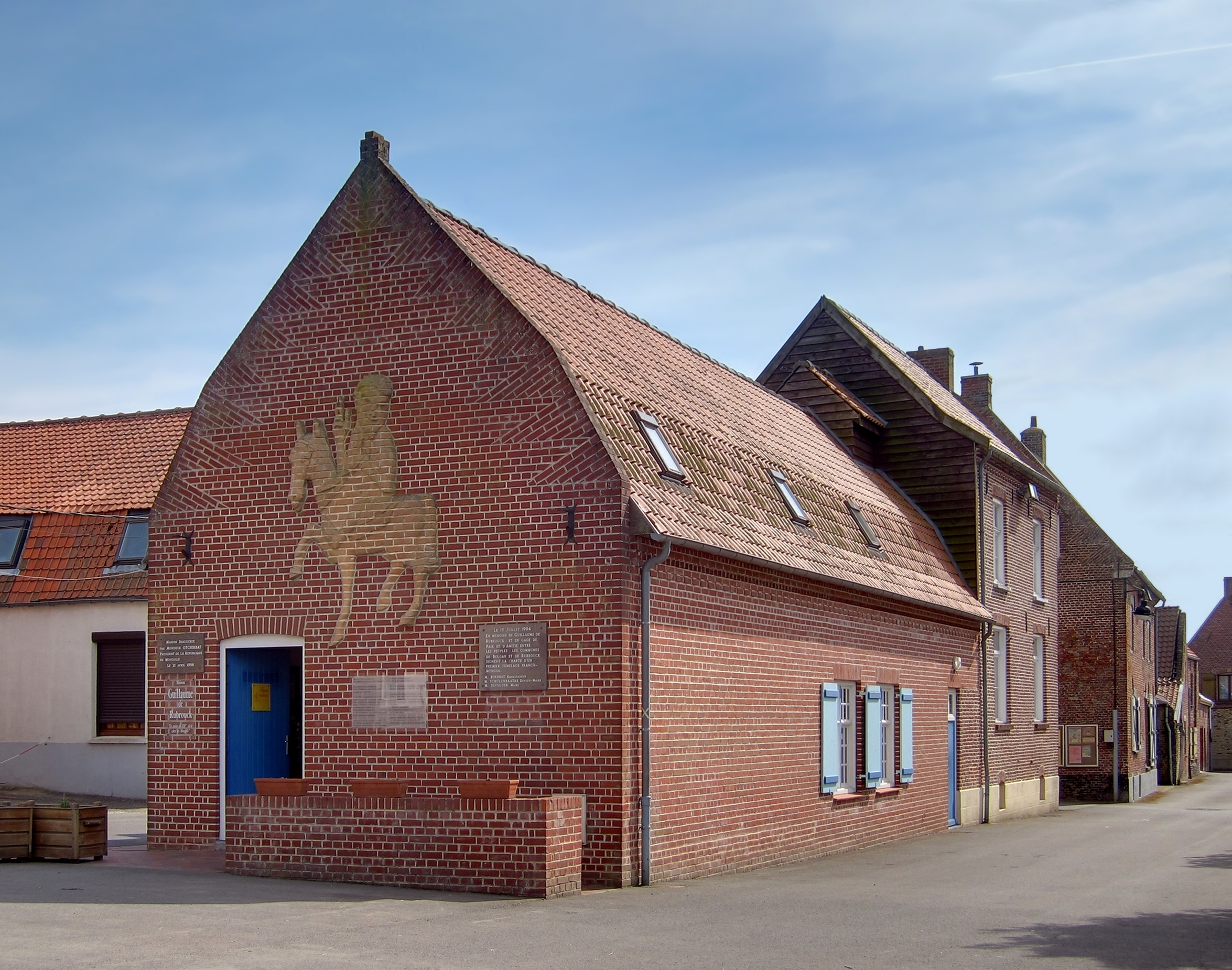
Muzeul dedicat lui Guillaume de Rubrouck / Willem van Rubroeck, în localitatea natală, Rubrouck.

- Willem van Rubroeck sau Guillaume de Rubrouck sau Gulielmus de Rubruquis, călugăr franciscan, din secolul al XIII-lea, călător, misionar, diplomat, explorator în Imperiul Mongol.